# Бирюлёво (бывший посёлок, Москва)
Бирюлёво — бывший посёлок при железнодорожной станции «Бирюлёво-Товарная», возникший в 1900 году и располагавшийся к югу от Москвы. В 1960 году посёлок (и прилегающая территория) был включён в состав Москвы при её расширении. В настоящее время на территории бывшего посёлка расположены московские районы Бирюлёво Восточное и Бирюлёво Западное.

## Происхождение названия
Рабочий посёлок получил название от железнодорожной станции, которая, в свою очередь, была названа по деревне Бирюлёво, располагавшейся в четырёх верстах от неё (на территории современных районов Чертаново Центральное и Чертаново Южное). Последняя известна с XVII века под названием деревня Бирилёво, которой владел род служилых людей Бирилёвых. По мнению географа Е. М. Поспелова, название связано с некалендарным личным именем Бирюля. Имена Бирюля и Бириль и разные варианты производных от них фамилии известны в документах XV—XVII веков (Еска Бирюлёв, крестьянин, около 1450; Васко Бириль, крестьянин Вышгородского погоста, 1539; пан Самуэль Немирович Бируля, землевладелец, 1637; Филимон Бирюлин, вяземский посадский, 1680).

## История

### Основание

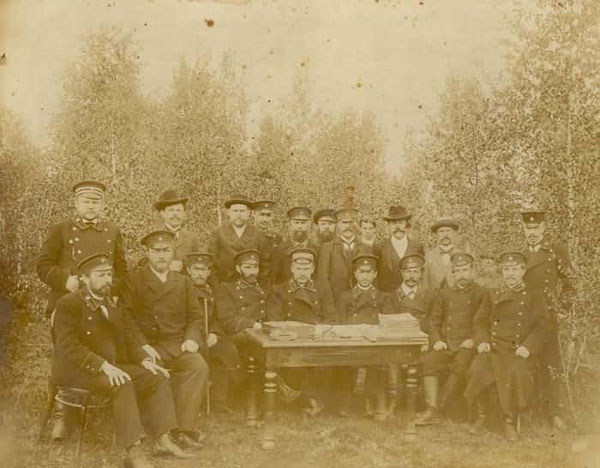
Служащие станции Бирюлёво, 1900 год

На месте территорий, ныне входящих в состав районов Бирюлёво Западное и Бирюлёво Восточное, в конце XIX века рос сплошной лес, чередующийся с болотами.
К 1900 году от посёлка Павелец сюда подошла линия Рязано-Уральской железной дороги, и была построена первая в этих местах станция, названная по имени ближайшего к ней селения — Загорье. В Москву поезда следовали через Царицыно.
С продолжением железной дороги в сторону Москвы через Царицыно, станцию Загорье переименовали в Бирюлёво, поскольку первое название уже было на железнодорожной карте. При станции в 1900 году образовался посёлок.
В сентябре того же года был завершён последний участок Павелецкой железнодорожной линии — до Москвы к Павелецкому вокзалу.
До Октябрьской революции пристанционный посёлок Бирюлёво насчитывал 11 жилых домов, несколько казарм и большое количество бараков для рабочих, обслуживавших железную дорогу, и членов их семей. Вначале рабочих было около 200 человек. Здесь находились чайная лавка и трактир, а также кладбище с часовней (на месте нынешней Церкви Николая Чудотворца). Существовало железнодорожное училище.
В 1911 году по ходатайству служащих при станции Бирюлёво, а также Правления Рязанско-Уральской железной дороги Московская духовная консистория разрешила учредить школу-церковь Министерства путей сообщения, для которой к зданию железнодорожного училища предполагалось сделать пристройку. Указом Святейшего Синода от 8 ноября 1911 года при строящейся церкви-школе на ст. Бирюлёво Рязанско-Уральской ж. д., Московского уезда был открыт «самостоятельный приход с причтом из священника и псаломщика с содержанием из местных средств». Священником к церкви был назначен Александр Стремлянов, псаломщиком — Николай Воздвиженский, вскоре замененный Сергеем Холиным.
К апрелю 1912 года церковь была выстроена и освящена во имя Святого Благоверного князя Александра Невского. Церковь была размещена в деревянной пристройке к зданию училища, отделялась от классной комнаты створчатой дверью, которая в дни больших религиозных праздников открывалась, увеличивая таким образом, пространство храма.
В апреле 1912 года по ходатайству митрополита Московского и Коломенского Владимира (Богоявленского) царь Николай II пожаловал денежное пособие (350 руб.) на уплату долгов по постройке Александро-Невского храма.
В клировой ведомости 1916 года дано следующее описание церкви: «Зданием деревянная, в одной связи с училищем, на каменном фундаменте, с колокольнею временной на деревянных столбах…, престолов в ней один, во имя святаго благовернаго Великаго Князя Александра Невскаго».
В приход Александро-Невского храма, кроме поселка железнодорожников, вошло и село Бирюлёво. В 1916 году в приходе церкви состояло 86 дворов с более 600-и жителями.
Бирюлёво занимало выгодное экономико-географическое положение: возвышенная местность, лес, рядом вода. Мощность первых паровозов была очень мала, поэтому на станции Расторгуево к большим составам обычно цепляли дополнительный паровоз-толкач. С юга везли в Москву нефть, каменный уголь, из Сибири — лес. Паровозы сильно дымили, так что вся земля в Бирюлёво вдоль дороги была чёрной от угля и паровозной гари.

### После революции

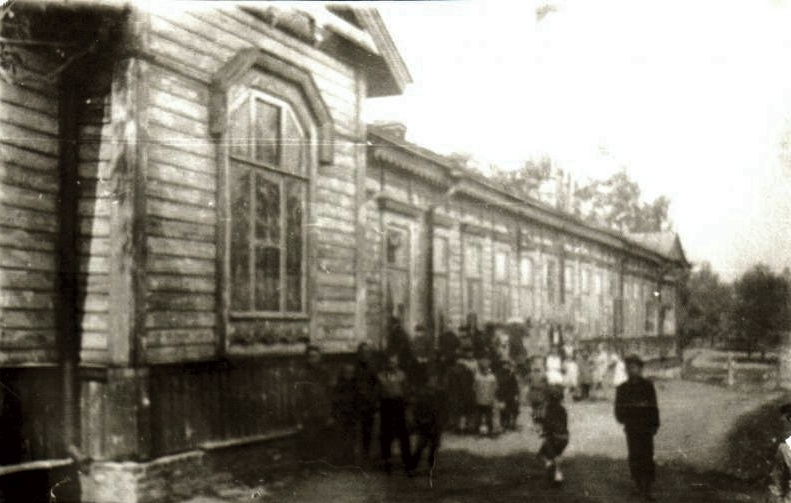
Школа I ступени в Бирюлёво, 1920-е годы

В 1920 году население посёлка составляло уже 1600 человек, здесь числилось 145 домовладений, располагавших 340 жилыми квартирами, из которых 16 пустовали. В Бирюлёво был создан поселковый Совет, председателем которого стал Садко Пётр Васильевич.
В начале 1924 года «в связи с обострением классовой борьбы», и «ввиду чрезвычайной тесноты» (школа 1-й ступени при станции Бирюлёво работала в три смены), а также «для того, чтобы совершенно изолировать детей от религиозного влияния церкви» на общем собрании служащих и рабочих станции было принято решение о расширении школы за счет храма, «предложив верующим, — как говорилось в протоколе, — если им угодно, построить церковь для себя».
Постановлением Президиума Московского Совета рабоче-крестьянских депутатов от 24 марта 1924 года Александро-Невский храм был закрыт, а в мае того же года окончательно ликвидирован; его помещение было передано Администрации железнодорожной школы, а церковное имущество поступило в ближайшую Покровскую церковь с. Покровского.
В 1924 году в Бирюлёво вместо часовни была построена деревянная церковь. 21 июня 1924 года по молитвам патриарха Тихона, и по ходатайству верующих было получено разрешение Президиума Моссовета построить в Бирюлёво новый храм на территории кладбища, возникшего в 1917 году. Его главный престол был освящён 14 декабря 1924 года во имя Святителя Николая Чудотворца. Священником в Никольский храм был назначен иерей Василий (Канардов), расстрелянный на Бутовском полигоне в декабре 1937 года. Однако в 1956 году храм был полностью уничтожен пожаром. Богослужение возобновилось через 10 дней в доме священника. В 1957 году был выстроен новый деревянный храм на несколько метров западнее сгоревшего, существующий и поныне, а в 1959 году в храме был устроен приставной престол Покрова Пресвятой Богородицы. В настоящее время храм вмещает 800 человек. К востоку от алтаря находится могила священника церкви протоиерея Николая (Перехвальского) и схимонахини Серафимы — слепой прорицательницы, жившей в Бирюлёво. Кладбище, на территории которого стоит храм, при строительстве микрорайона Бирюлёво-Западное в 1978 году снесли экскаваторами.
В настоящее время приход храма святителя Николая Мирликийского в Бирюлёве ведет строительство нового каменного вместительного Храма с учебно-просветительским комплексом.
В 1923 году в Бирюлёво насчитывалось 1700 жителей, в 1926 году — 2000 жителей, 152 домовладения, 300 жилых квартир, в которых жило 550 семей.
В переписи 1926 года селение отмечено как посёлок городского типа.
21 мая 1928 года Постановлением Президиума ВЦИК Бирюлёво было отнесено к категории рабочих посёлков.
С началом индустриализации страны, расширением Москвы, а также из-за массового ухода крестьян из деревень, население промышленных центров (в том числе Бирюлёво) стало стремительно расти. Но жилья не хватало, государственное строительство не успевало за темпами этого роста. В результате началось строительство домов частного сектора. Землю под строительство в Бирюлёво давали по договору с последующей выплатой. Жителям бараков и жилых вагонов стали улучшать жилищные условия.
Москва строилась, нужно было сырье, топливо. Нагрузка на железную дорогу возрастала. В связи с этим на станции «Бирюлёво-Товарная» было открыто паровозное ремонтное депо, вагонное депо, заложена хлебная база (элеватор). На северо-западе Бирюлёва построили кирпичный завод. Местность в округе была очень красивой и буквально «утопала» в зелени садов и в цветах.

### Рост посёлка после 1935 года
Интенсивность строительства посёлка стала возрастать особенно с началом коренной реконструкции железнодорожной магистрали «Москва-Донбасс» и резким увеличением её пропускной способности.
В 1936 году на станции «Бирюлёво-Товарная» была построена пассажирская платформа. В газете «Ленинский путь» за 1938 год о достижениях в сфере бирюлёвского строительства говорилось:
Начата прокладка ж/д ветки от Бирюлёво на коксогазовый завод (г. Видное)… построен новый магазин, лавка, почтовое отделение… За годы Советской власти вырос новый рабочий поселок. За прошлый год построено 300 новых домов, средняя школа, амбулатория, 3 магазина, дома для рабочих фабрики имени Калинина, для работников фабрики Орджоникидзе, 2-х этажный дом для учителей, два 2-х этажных дома для работников узла и трудящихся поселка, водопровод…
В 1939 году в Бирюлёво проживало уже 12 тысяч жителей, в этом же году была построена Бирюлёвская школа № 13. Её двухэтажное здание, расположенное в районе Бирюлёво Восточное, сохранилось до сих пор, в нём располагается Мебельная фабрика «Шком» (Бирюлёвская улица, 34).
В 1940 году в Бирюлёво были построены водопровод длиной 5 км и пешеходный мост через железную дорогу у станции «Бирюлёво-Товарная», в начале 1980 года он был заменён подземным туннелем.

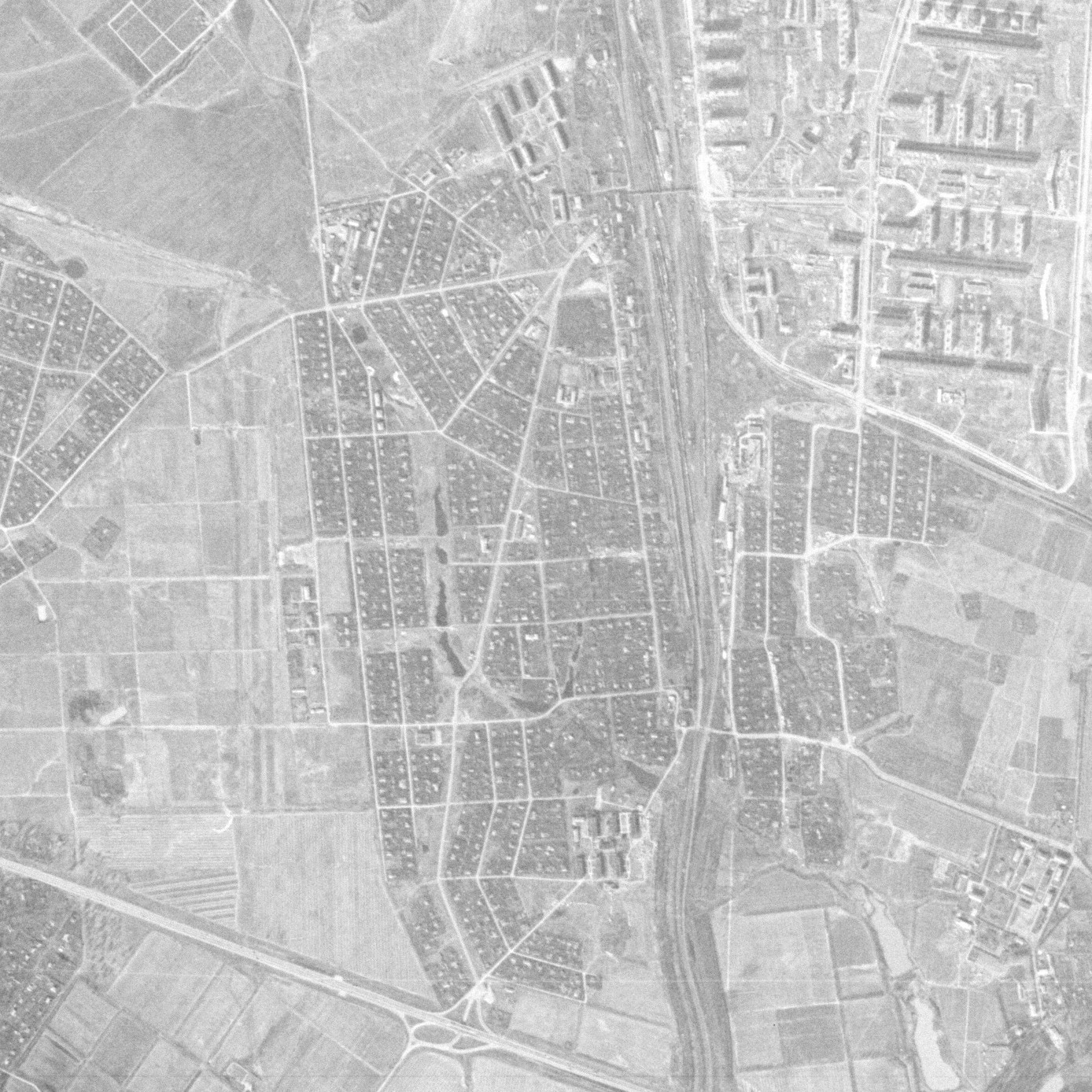
Космический снимок, 1972. Посёлок Бирюлёво, застроенный частными домами и несколькими многоэтажными зданиями

В ночь на 22 июля 1941 года немецкой авиацией был атакован и подожжен бирюлёвский элеватор. Из-за огромного столба огня, который вражеские летчики использовали в качестве ориентира, тушение пожара происходило в сложных условиях, и сгорело много зерна.
После войны посёлок разрастался дальше. По железной дороге ходили уже электропоезда. В Бирюлёво было несколько школ: № 34 (железнодорожная), № 5 (неподалёку от места, где находится кинотеатр «Бирюсинка»), № 13 и другие. Население посёлка в 1959 году насчитывало 21,5 тысяч человек.

### В составе Москвы

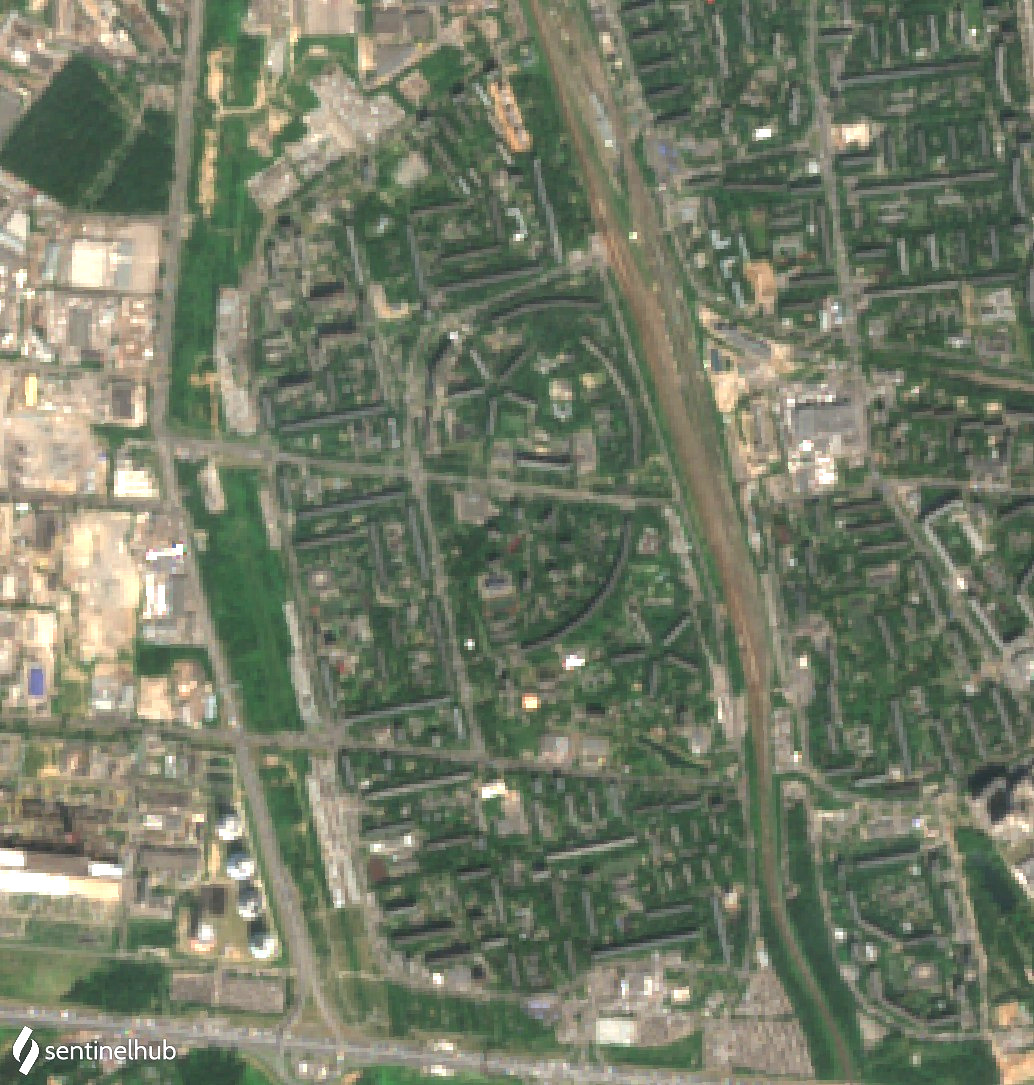
Космический снимок, 2021. Территория бывшего посёлка Бирюлёво после застройки 1970-х годов

В 1960 году посёлок Бирюлёво был включён в черту Москвы. Близлежащая территория была поделена между Москворецким и Пролетарским районами Москвы. В 1969 году на их месте были образованы Советский и Красногвардейский районы.
С 1971 года здесь начался снос домов посёлка и массовое строительство многоэтажных жилых домов.
После административной реформы 1991 года территория, где ранее располагался посёлок, была поделена между московскими районами Бирюлёво Восточное и Бирюлёво Западное.
Топоним сохранился в названиях: Бирюлёвская улица (с 1973), районы Москвы Бирюлёво Западное и Бирюлёво Восточное.